# لاري فنسنت
لاري فنسنت (بالإنجليزية: Larry Vincent)‏ هو مقدم تلفزيوني أمريكي، ولد في 14 يونيو 1924 في ماساتشوستس في الولايات المتحدة، وتوفي في 9 مارس 1975 في بربانك في الولايات المتحدة بسبب سرطان المعدة.

## وصلات خارجية
- لاري فنسنت على موقع IMDb (الإنجليزية)
- لاري فنسنت على موقع ميوزك برينز (الإنجليزية)